# Martyrerna i Angers
Martyrerna i Angers var en grupp på 99 präster, nunnor och lekmän som avrättades under skräckväldet under franska revolutionen i Angers i Frankrike 1793–1794. De blev alla saligförklarade 1984.